# Parafia Świętych Apostołów Szymona i Judy Tadeusza w Werenowie
Parafia Świętych Apostołów Szymona i Judy Tadeusza w Werenowie – parafia rzymskokatolicka w dekanacie raduńskim na Białorusi, prowadzona przez pallotynów przy współpracy z siostrami pallotynkami. Obecny kościół wybudowany w 2002 roku.

## Historia
Kościół powstał tu w pierwszej połowie XVI wieku z fundacji kanclerza wielkiego litewskiego Olbrachta Gasztołda, ówczesnego właściciela Błotnej (później Werenowa). Nowy drewniany kościół na centralnym rynku miasta został zbudowany w 1705 roku ze środków wojewody mścisławskiego Aleksandra Jana Mosiewicza, świątynię konsekrowano pod wezwaniem świętych apostołów Szymona i Judy Tadeusza. W XVIII wieku, kiedy Werenowo było w posiadaniu rodu Scipio del Campo, miasto otrzymało status siedziby starostwa. W 1735 r. kasztelan smoleński i właściciel Werenowa Jan Scipio del Campo i jego syn Józef Scipio del Campo, starosta lidzki, otworzyli tu szkołę i kolegium zakonu pijarów. Według fundacji klasztorowi przekazano majątek Łapaczyzna wraz ze wsią Wilkańce i ofiarowano 50.000 złotych. Jednak po 20 latach, w 1756 r., na polecenie komisji oświatowej, pijarów przeniesiono do Lidy. Drewniany kościół parafialny działał do II wojny światowej. Była to trójnawowa, prostokątna, bezwieżowa świątynia z trójkątnym frontonem nad główną fasadą, którą flankowały dwie wieżyczki. Na lewo od kościoła stała dwukondygnacyjna drewniana dzwonnica. Zespół kościelny otoczony był kamiennym płotem z trójprzęsłową ceglaną bramą. Liczba parafian osiągnęła prawie 4000.
W 1967 roku stary kościół, mimo protestów mieszkańców, został zburzony przez władze radzieckie. Oficjalnym powodem był zły stan techniczny. Wraz ze zniszczeniem kościoła zaginęły księgi parafialne. W miejscu kościoła zbudowano dom kultury. Od tego czasu miejscowi katolicy dojeżdżali do kościołów w Wilnie i litewskich Solecznikach.
Odrodzenie parafii w Werenowie rozpoczęło się pod koniec lat 80 XX w. W 1990 roku parafia  została objęta opieką duszpasterską przez księży pallotynów. Pierwszym duszpasterzem był ks. Marian Kopeć SAC. Utworzył on tymczasową kaplicę w budynku po sklepie monopolowym – nieopodal miejsca przeznaczonego pod budowę przyszłej świątyni. W 1991 roku poświęcono krzyż misyjny oraz plac pod budowę nowego kościoła.
Budowa świątyni trwała około dziesięciu lat. 19 maja 2002 roku biskup Aleksander Kaszkiewicz poświęcił nowy kościół.
W roku 1992 do parafii dołączono odległy o 12 km mały kościółek w Poleckiszkach, należący wcześniej do litewskiej parafii Ejszyszki (po upadku ZSRR Białoruś i Litwa stały się niepodległymi państwami).
Od 1999 roku w skład zespołu kościelnego wchodzi dom klasztorny z kaplicą św. Michała Archanioła. Plebania także posiada kaplicę.

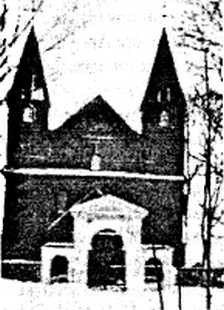
Kościół Świętych Apostołów Szymona i Judy Tadeusza

## Siostry Pallotynki

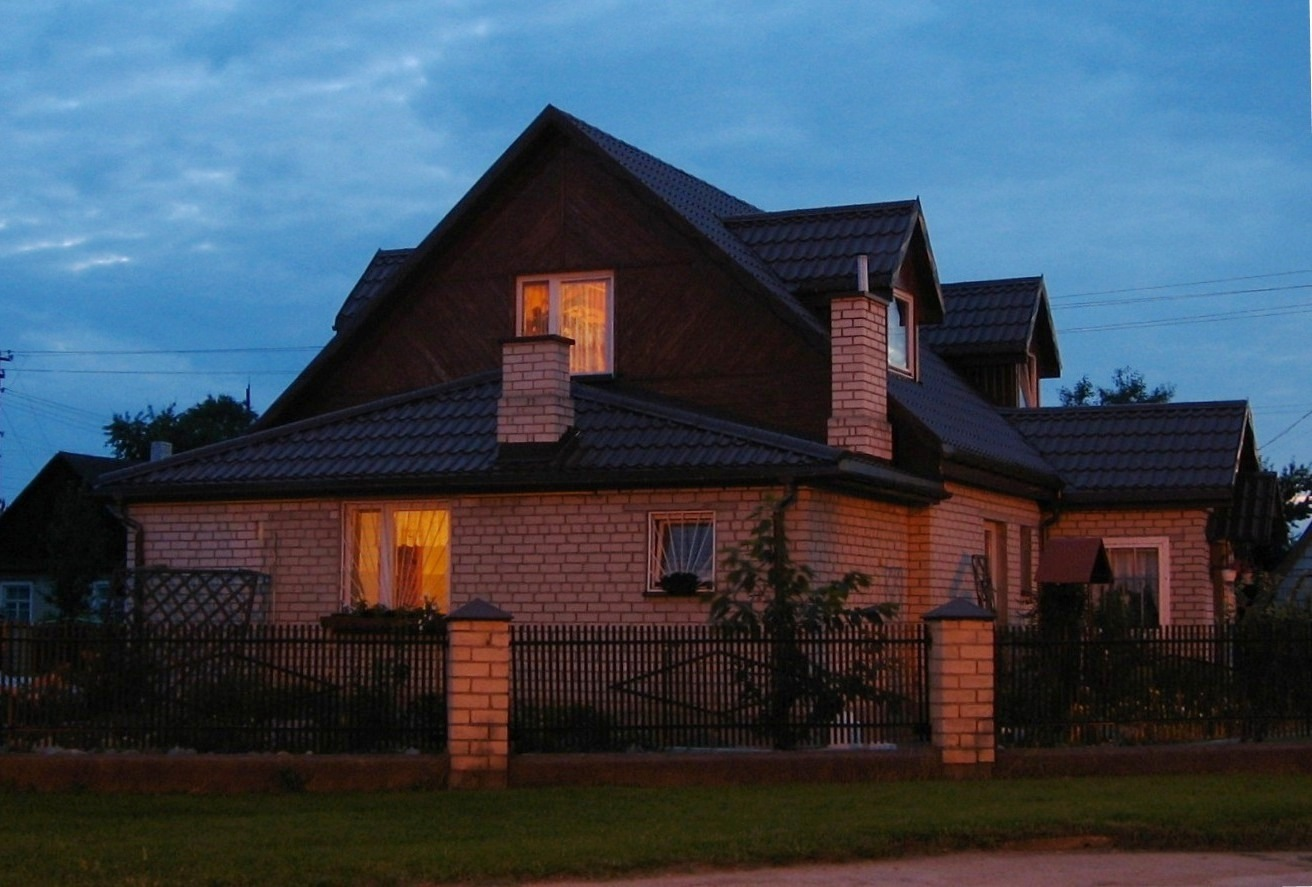
Dom sióstr pallotynek w Woronowie

Od 1992 roku przy parafii pełnią posługę siostry pallotynki. Do ich zadań należy m.in. działalność charytatywna oraz praca z grupami parafialnymi (Mały i Młody Apostoł, Wspólnota Wieczernikowa, Zjednoczenie Apostolstwa Katolickiego). Ponadto siostry organizują coroczne obozy wypoczynkowe dla najmłodszych mieszkańców parafii. Od kilku lat pallotynki z Polski są systematycznie zastępowane przez zakonnice z Białorusi.

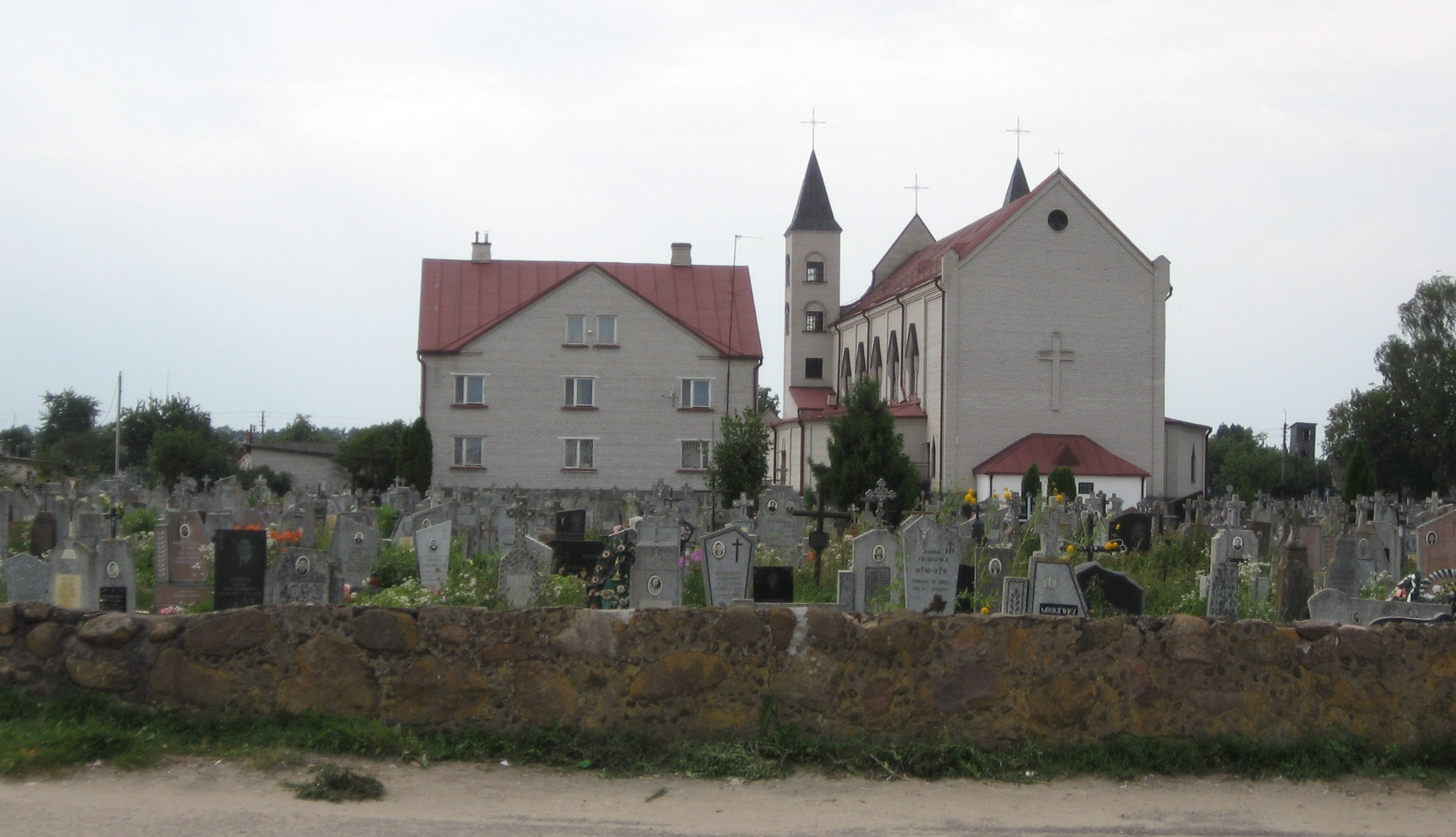
Cmentarz Polski, kościół i Dom Pallotynów w Woronowie

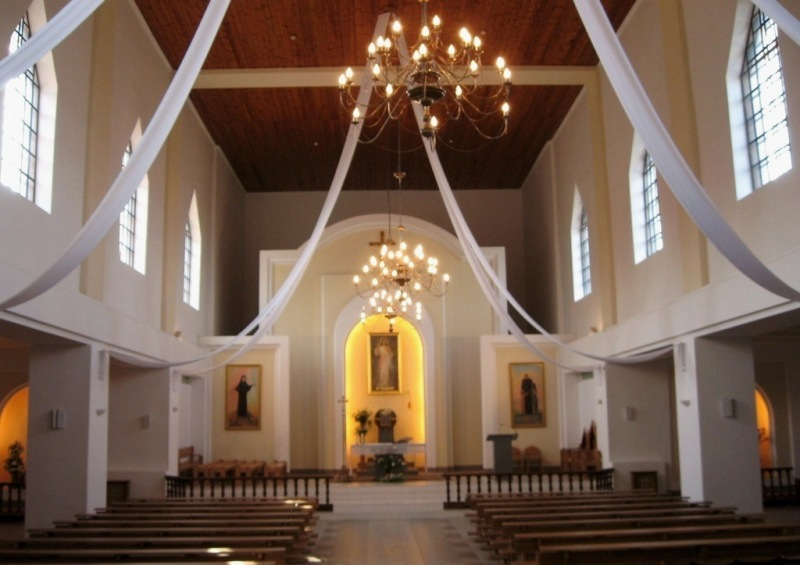
Wnętrze kościoła

## Struktura wyznaniowa parafii (stan na rok 2000)
- mieszkańców – 8700
- katolików – 6800
- prawosławnych – 300
- osób innych wyznań oraz niewierzących – 1600

## Duszpasterze parafii
- w latach 1990-1991 ks. Marian Kopeć SAC; od 1991 roku proboszcz parafii
- w latach 1991-2005 ks. Wacław Sutkowski SAC
- od roku 2005 ks. Andrzej Witek SAC

## Pallotyni pochodzący z Woronowa (w nawiasach data święceń)
- ks. Stanisław Waszkiewicz SAC (2002)
- ks. Paweł Orpik SAC (2003)
- ks. Aleksander Suszyński SAC (2010)
- ks. Jan Szaruk SAC (2012)
- ks. Eugeniusz Ejsmont SAC (2014)
- ks. Jerzy Strach SAC (2015)
- ks. Jan Wysocki SAC (2015)

## Cmentarz Polski

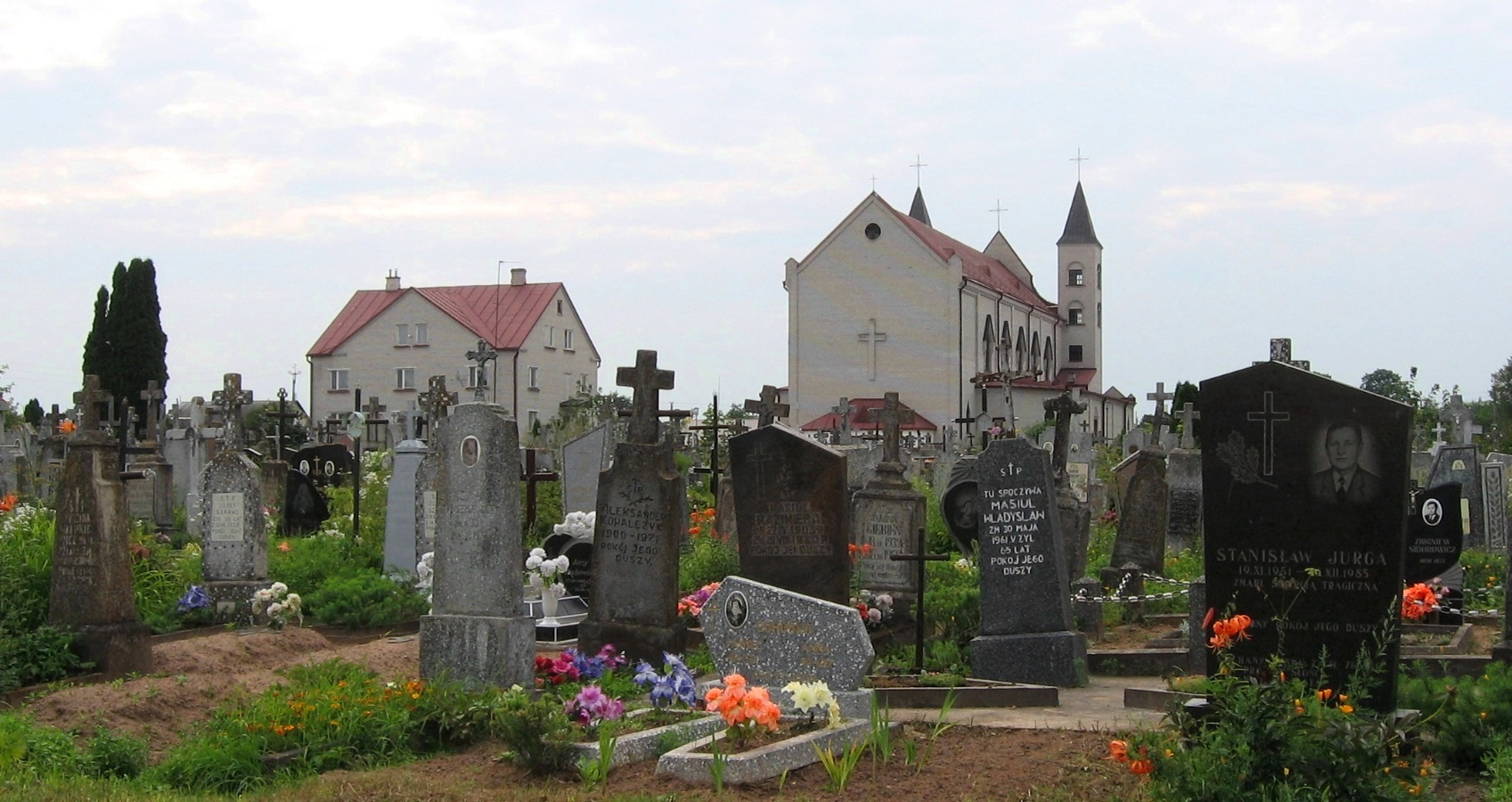
Cmentarz Polski

Przy kościele znajduje się polski cmentarz z zabytkowym kamiennym ogrodzeniem oraz bramą wejściową z XIX wieku. Cmentarz jest wciąż użytkowany, większość nagrobków ma napisy w języku polskim.

## Grupy parafialne
Wspólnota Obrony Życia i Rodziny, Wspólnota Modlitewna, Wspólnota Miłosierdzia Bożego i Trzeźwości, Wspólnota Wieczernikowa, Mały Apostoł, Młody Apostoł, Zjednoczenie Apostolstwa Katolickiego, Schola "Infinitum", Ministranci, Lektorzy, Caritas, Bielanki